# Svart nålfågel
Svart nålfågel (Campephaga flava) är en fågel i familjen gråfåglar inom ordningen tättingar.

## Utseende och läte
Svart nålfågel är en slank och liten medlem av familjen med mycket olika dräkter mellan könen. Hanen är nästan helsvart med en udda ljus fläck på näbbroten. Vissa individer uppvisar gult på skuldrorna. Honan är grå på ryggen och undertill ljus, med kraftiga teckningar. Lätet består av en mycket torr och ljus drill. Hanen skiljs från hane rödskuldrad nålfågel genom gult på skuldran, ej rött. Honan hos båda arterna är mycket lika, men hona svart nålfågel är till skillnad från hona rödskuldrad nålfågel mestadels ljus under stjärten och har grönaktig rygg.

## Utbredning och systematik
Fågeln förekommer från Angola till Kenya, Tanzania, Moçambique och Sydafrika. Den behandlas som monotypisk, det vill säga att den inte delas in i några underarter.

## Levnadssätt
Svart nålfågel hittas i olika typer av öppet skogslandskap och savann. Den är en tystlåten fågel som för ett tillbakadraget leverne och ofta ses i par.

## Status
Arten har ett stort utbredningsområde och beståndet anses vara stabilt. Internationella naturvårdsunionen IUCN listar den därför som livskraftig (LC).